# Coenraad van Beuningen
Coenraad van Beuningen (Amsterdam, 1622 – Amsterdam, 26 ottobre 1693) è stato un diplomatico e politico olandese Fu reggente di Amsterdam nella tarda Età dell'oro. Amico di Jan Rieuwertsz e di Baruch Spinoza, fu un seguace di Descartes, nonché un sostenitore politico di Johan de Witt e, dopo il 1672, di Guglielmo III d'Inghilterra.

## Biografia
Figlio del grossista di grano Dirk van Beuningen (1588–1648) e Catharina Burgh , era membro della nobile famiglia Van Beuningen. I suoi nonni erano i sindaci di Amsterdam Geurt van Beuningen e Albert Burgh. Dopo aver studiato legge all'Università di Leida, si trasferì a Parigi per diventare segretario della legazione svedese di Ugo Grozio. Nel 1643 fu nominato segretario della municipalità di Amsterdam, divenendo salariato sette anni più tardi. L'anno successivo, van Beuningen guidò una missione diplomatica in Svezia e Danimarca, dopodiché rappresentò la Repubblica olandese in Gran Bretagna e Francia. Durante questo periodo, van Beuningen, insieme a Hieronymus van Beverningh, era considerato il diplomatico più illustre della repubblica. Nel 1656 Cornelis de Graeff lo inviò a Copenaghen per convincere i danesi ad allearsi in una guerra contro la Svezia. 
Nel 1660 fu nominato vicesindaco della città. Nello stesso anno, Van Beuningen fu a capo di una delegazione di Amsterdam inviata presso il re Carlo II, insieme a Johan Huydecoper van Maarsseveen, Cornelis van Vlooswijck e Pieter de Groot, per congratularsi con lui per la sua seconda ascesa al trono dell'Aia.  Nel 1668 divenne membro del consiglio dei magistrati di Amsterdam. Un anno dopo, Van Beuningen fu eletto sindaco.
Dopo l'assassinio del suo amico Johan de Witt a Rampjaar nel 1672, van Beuningen fu nominato suo successore. A seguito del suo rifiuto della nomina, Gaspar Fagel divenne il nuovo pensionato del consiglio. Dopo l'assassinio dell'amico, diviene un sostenitore politico pubblico del nuovo governatore Guglielmo III di Orange-Nassau. Nel 1674 van Beuningen negoziò per conto della Repubblica la Pace di Westminster. In politica estera si avvicinò quindi a Luigi XIV, con l'obiettivo di fare la pace con la Francia. Nella politica interna, dopo la morte di Gillis Valckenier e Henrick Hooftcome, rimase capo dei reggenti di Amsterdam, opponendosi a Guglielmo III. Negli anni 1680/1681 fu ambasciatore olandese in Gran Bretagna. 
Nel 1681 van Beuningen fu nominato membro del direttivo della Compagnia Olandese delle Indie Orientali. Nel dicembre 1682 fu nominato fellow della Royal Society. Forte delle sue entrature politiche, permise all'amico Jan Swammerdam di essere uno dei primi scienziati a effettuare delle dissezioni umane al microscopio sui cadaveri dell'ospedale di Amsterdam.
Nel 1686 Van Beuningen sposò Jacoba Victoria Bartolotti van den Heuvel. E Per tutta la vita fu considerato un maniaco-depressivo. Negli ultimi anni, sperperò i propri averi in una speculazione sulle azioni della Compagnia Olandese delle Indie Orientali. Van Beuningen fu sepolto nella Oude Kerk di Amsterdam.